# Вагнер, Август Фёдорович
Август Фёдорович (Фридрихович) Вагнер (нем. August Wagner; 29 августа (10 сентября) 1828, Нерфт, Фридрихштадтский уезд, Курляндская губерния, Российская империя — 2 (14) ноября 1886, Пулково, Российская империя) — российский астроном.

## Биография
Родился 29 августа (10 сентября) 1828 года в Нерфте, Неретской волости, Фридрихштадтского уезда, Курляндской губернии (ныне Неретский край, Латвия), где его отец, Фридрих Вильгельм Вагнер (1786—1854), служил пастором.
После окончания Дерптской гимназии, с 1846 года учился в Дерптском университете. Первая астрономическая работа Вагнера относится к 1849—1850 гг., когда он по поручению Медлера наблюдал пассажным инструментом дерптской обсерватории несколько звёзд с целью определения их собственного движения.
С 1 ноября 1850 года он работал в Николаевской главной астрономической обсерватории, где и оставался до конца своей жизни, сначала в качестве сверхштатного астронома, затем (с 1856 года) был утверждён в должности старшего астронома и, наконец, в 1866 году стал вице-директором обсерватории.
Почти непрерывно в течение 30 лет он занимался определением прямых восхождений так называемых пулковских основных звёзд большим пассажным инструментом Пулковской обсерватории. Особенно интересовался Вагнер геодезическими и географическими работами; он принимал деятельное участие в работах Императорского географического общества, где в течение нескольких лет состоял председателем отделения общества по математической географии.
Не чужд был Вагнер и занятий теоретической астрономией. Посланный в 1854 году академией наук за границу, Вагнер провёл два года в Готе, занимаясь под руководством знаменитого астронома—теоретика Ганзена; принимал участие в исследованиях Ганзена о движении Луны и произвёл обширные вычисления с целью составления таблиц движения Весты; однако эта работа осталась неоконченной и ненапечатанной, — другие занятия отвлекли Вагнера.
Был произведён в действительные статские советники 25 декабря 1870 года. В 1853 году пожалован бриллиантовым перстнем, в 1867 году награждён орденом Св. Анны 2-й степени с императорской короной, в 1874 году — орденом Св. Владимира 3-й степени, в 1876 году — орденом Св. Станислава 1-й степени.
Умер 2 (14) ноября 1886 года. Похоронен на Пулковском кладбище.

## Семья
Жена — Эмма Ганзен, дочь Петера Ганзена. Их дети:
- Каролина (Лина), была замужем за астрономом Э. Э. Линдеманом
- Петер (24.09.1860—?)
- Фридрих Эдуард (06.07.1865—29.01.1898)
- Карл Отто (1874—1939), инженер.